# Władimir Bajdałakow
Władimir Michajłowicz Bajdałakow, ros. Владимир Михайлович Байдалаков (ur. w 1900 w Konotopie, zm. 17 lipca 1967 w Waszyngtonie) – rosyjski emigracyjny działacz polityczny i pisarz, propagandysta w służbie niemieckiej podczas II wojny światowej.
Był z pochodzenia Kozakiem dońskim. Podczas wojny domowej w Rosji walczył po stronie białych. Służył w stopniu chorążego w 11 iziumskim pułku huzarów. W poł. listopada 1920 wraz z resztkami wojsk białych ewakuował się z Krymu do Gallipoli. Na emigracji zamieszkał w Królestwie SHS. W 1929 ukończył studia chemiczne na Uniwersytecie w Belgradzie. W międzyczasie powołał krąg młodzieży rosyjskiej, tworząc na jego bazie w 1928 Związek Rosyjskiej Młodzieży Narodowej. W 1932 został on przekształcony w Narodowy Związek Pracujących (NTS). Władimir M. Bajdałakow był aktywnym zwolennikiem prowadzenia antysowieckich akcji na terytorium ZSRR. Po ataku wojsk niemieckich na ZSRR 22 czerwca 1941, przyjechał jesienią tego roku do Berlina. Został odkomenderowany na okupowane obszary sowieckie do prowadzenia działalności propagandowej. W czerwcu 1944 wraz z innymi działaczami NTS został aresztowany przez Gestapo, ale zwolniono go w kwietniu 1945 po interwencji gen. Andrieja A. Własowa. W 1952 przestał pełnić funkcję przewodniczącego biura wykonawczego NTS. W styczniu 1955 doprowadził do rozłamu w NTS, a po wykluczeniu z partii utworzył w styczniu 1956 nowe ugrupowanie polityczne o takiej samej nazwie. Był autorem wspomnień pt. Da wozwieliczitsia Rossija, da gibnut naszy imiena. Wospomnienija priedsiedatiela NTS 1930-1960.